# Turizem v Albaniji
Turizem v Albaniji je bil ključni element gospodarske dejavnosti države in se nenehno razvija. Zanj je značilna bogata arheološka in kulturna dediščina, ki sega v antično obdobje, ko so Iliri in stari Grki naseljevali regijo. Skozi zgodovino so ozemlje Albanije zasedli in naselili Rimljani, Bizantinci, Benečani in Osmani. Država ima predvsem neokrnjene plaže, gorske pokrajine, tradicionalno kuhinjo, arheološke ostanke, edinstvene tradicije, nizke cene in divje vzdušje podeželja.
Država leži v jugovzhodni Evropi in meji na Črno goro na severozahodu, na Kosovo na severovzhodu, na Severno Makedonijo na vzhodu in na Grčijo na jugu. Sredozemsko morje z Jadranskim in Jonskim morjem tvorijo celotno zahodno mejo države. Dolžina obale države je približno 481 km, sestavljena je iz peščenih in skalnatih plaž, zalivov, jam, pečin, rtov in lagun. Država ima opazno raznoliko  pokrajino, ki sega od zasneženih Prokletij, Šar planine, Skanderbegovega pogorja, Koraba, Pinda in Keravnijskih gora do sončne albanske obale Jadranskega in Jonskega morja.
Država ima izrazito sredozemsko podnebje. Po ozemlju države je zaradi različnih vrst tal in topografije širok razpon mikroklime. Najtoplejša območja države so na obalah, kjer na podnebje močno vpliva morje, najhladnejša pa v severnem in vzhodnem zaledju, kjer prevladuje snežno gozdnato podnebje.
S skupno 3,8 milijona obiskovalcev je Albanija 25. najbolj obiskana država v Evropi. Lonely Planet je Albanijo uvrstil na prvo mesto, ki ga je treba obiskati v letu 2011. New York Times je Albanijo uvrstil na 4. mesto med 52 destinacijami, ki jih je treba obiskati leta 2014. Čeprav je Albanija še vedno nerazvita, naj bi se prvič pojavila na svetovni sceni, ko praznuje stoletje neodvisnosti.  Članek Huffington Post je opisal 10 razlogov za obisk Albanije leta 2013. Pred kratkim je bila Albanija uradno imenovana »Pojdi svojo pot«. Prej so jo poimenovali »Nova sredozemska ljubezen«. Po podatkih albanskega inštituta za statistiko je Albanijo v letu 2016 obiskalo okoli 4,73 milijona tujih državljanov.
Številne priznane mednarodne hotelske verige oznanjajo svojo prisotnost v Albaniji, vključno z Mariott, Hyatt, Maritim Plaza, Hilton Garden Inn, MK Hotels in Best Western v Tirani ter Melia Hotels International v Draču, medtem ko druge čakajo na zeleno luč za začetek delovanja predvsem v Tirani, Prikletijah in vzdolž albanske riviere.

## Kmečki turizem
Trend kmečkega turizma je oblika turizma na podeželju, ki združuje kmetijstvo in turizem in se v Albaniji eksponentno razvija. Vlada Albanije je to obliko turizma opredelila kot pomembno in trajnostno turistično priložnost in dala prednost njenemu razvoju kot konceptu gospodarske diverzifikacije podeželja v okviru programa 100+ vasi v državi.

## Regije

### Severna Albanija
Severna regija države je še posebej znana po svoji naravni in kulturni dediščini, slikovitih alpskih gorskih pokrajinah, višavjih, ledeniških jezerih, bogati flori in favni, zdravilnih peščenih plažah in zgodovinskih regijah s starodavno tradicijo in okusno kulinariko. Podlaga so kraške kamnine, predvsem dolomit in apnenec s pripadajočimi jezeri in jamami, ki so dale najbolj značilnost njegovih jezer in rek.
Prokletije so med najbolj dragocenimi in edinstvenimi značilnostmi severne regije Albanije. Gorska pokrajina s številnimi kontrasti, prepredena z rečnimi dolinami s kristalno vodo, soteskami in gorskimi sedli z bogato biotsko raznovrstnostjo privablja tako domače kot tuje turiste z vsega sveta.
Reka Gaši in vas Rajcë sta Unescova svetovna dediščina in naravni rezervat. Ponujata fascinantno in neverjetno raznoliko sliko izvirnih pokrajin z manj človeških vplivov. Reka izvira in teče skozi Prokletije na severu, dokler ne doseže reke Valbone.
Narodni park doline Valbona in narodni park Theth se raztezata znotraj Prokletij in ponujata številne možnosti za turizem, ribolov, alpinistiko in treking. Preval Valbona s 1795 ha, ločuje narodna parka. Albanska tradicija, gostoljubje, kultura in kulinarične vrednote te regije so močni elementi, ki jih ti parki ponujajo turistom.
Vasi Thetha s štirih strani obdajajo številni dvatisočaki, kot so Radohima na zahodu, Maja Harapit in Poplluka na severu ter Jezerski vrh na vzhodu. Znane so po edinstvenih rimskokatoliških cerkvah, ljudskem izročilu, pa tudi po naravni dediščini.
Regionalni naravni park Nikaj-Mërtur je območje slikovitih alpskih pokrajin, globokih rečnih dolin, navpičnih pečin, gostih gozdov in majhnih jezer. Leži znotraj višavja Dukagjin in meji na narodnega parka doline Valbona na severovzhodu ter narodnega parka Theth na severu in severovzhodu.
Komansko jezero znotraj Prokletij, edinstveno potovanje sredi spektakularnih gorskih razgledov, velja za eno najbolj priljubljenih za čolnarjenje v južni Evropi.
Skader so od 4. stoletja pred našim štetjem ustanovila ilirska plemena Ardiaei in Labeati. Danes ima močan vpliv na kulturo, vero, umetnost in zabavo severne Albanije. Mesto je posejano s številnimi različnimi strukturami. Ohranja svoj značilen videz z ozkimi ulicami z visokimi kamnitimi zidovi na obeh straneh in visokimi vrati. Grad Rozafa, vzhodno od mesta, je ena najvidnejših arhitekturnih posebnosti v regiji.
Skadrsko jezero, največje jezero v južni Evropi, je priljubljena destinacija zaradi svojega naravnega bogastva in enostavnega dostopa tako s kopnega kot z morja. Okolica jezera je zaželena za počitnice preživete v miru in tišini. Druge turistične atrakcije so jadranje, ribolov in druge vodne športe.
Nastajajoča območja kmečkega turizma so Pukë, panoramsko jezero Ulëz in bližnje vasi Vau i Dejes, Barbulluš in Fište v regiji Zadrima blizu mesta Lješ, Katund i Vjeter v regiji Mirdita blizu Rubika, pa tudi Šištavec pri Kukësu in gorsko območje Nikaj-Mertur v regiji Lekbibaj blizu kraja Bajram Curri. Druga nastajajoča območja so ribiške vasi Široka, Zogaj in Grile ali Omaraj ob Skadrskem jezeru.
Glavna obmorska mesta v severni Albaniji sta Šendžin in Velipoja, pri čemer je prvo glavno pristaniško mesto, drugo pa je znano po zdravilnem pesku na plaži. Šendžin, ki je zelo priljubljen v poletnih mesecih, postaja svetovno znan po organizaciji festivala elektronske glasbe UNUM na turistični atrakciji v peščeni sipini Rana e Hedhun. Velipoja je znana po zavarovanem območju obilnih borovcev in živalskih vrst.

### Centralna Albanija
V osrednji regiji Albanije se izmenjujejo arheološka najdišča, gradovi, jame, dolgi odseki zdravilnih peščenih plaž in lagun, kot nalašč za opazovanje ptic. Obsega večinoma okrožja Drač, Tirana, Fier in Elbasan. V geološkem smislu prevladuje planota Mizeke na zahodu Skanderbegovo pogorje v središču in gora Korab na vzhodu.
Tirana, glavno mesto države, je znana po svoji kulturni dediščini, verski raznolikosti, barvitih stavbah, italijanski in socialistični arhitekturi ter naravnih znamenitostih, kot so gora Dajti in parki okoli umetno ustvarjenih jezer. Tirana je tudi splošno znana po svoji elegantni restavraciji s posebno okusno hrano v slogu Slow Food in tradicionalnih kmetijskih turističnih območjih na južnem in vzhodnem obrobju mesta proti Draču, Elbasanu in Dajtiju. Mesto organizira številne festivale, športna tekmovanja, nastope glasbe v živo in je dom več regionalno znanih nakupovalnih centrov.
Narodni park Dajti obsega Dajti, hišno goro glavnega mesta na vzhodu. Dostopen je skozi vse leto in je dosegljiv peš ali z žičnico. Hoja na goro obiskovalcem ponuja razgled na Tirano in na gore za njo, ki so del zavarovane pokrajine Mali me Gropa-Bizë-Martaneš. Dajti so zaradi panoramskega razgleda imenovali Balkon Tirane.
Kruja, glavno mesto kneževine Arbanon v srednjem veku, domačini imenujejo Jadranski balkon zaradi razgleda, ki ga ponuja dan in noč. Zaradi dolge in neprekinjene zgodovine mesta je dom številnih arheoloških najdišč in struktur, ki so še vedno vidne.
Drač je eno najstarejših mest na svetu in dom amfiteatra, ki je med največjimi na Balkanskem polotoku. Po mestu so prisotni številni elementi različnih arhitekturnih slogov od antike do danes. Obalne vode ponujajo plaže, zalive, rte, ribolov in jadranje.
Narodni park Divjaka-Karavasta vključuje laguno Karavasta, največjo laguno v državi in eno največjih v Jadranskem morju. Laguna je od morja ločena z ozkim pasom peska. Njegovo mediteransko podnebje in geologija omogočata prisotnost širokega spektra živali in rastlin, ki so v južni Evropi hitro redke.
Apolonija je eno najbolj priljubljenih arheoloških najdišč v državi, ki so jo v antiki naseljevali tako Taulantijci kot Korintčani. Je ena najpopolnejših arhitekturnih in kulturnih posebnosti na albanski obali Jadranskega morja. Ostanke najdišča so raziskovali arheologi od leta 1916, kljub temu pa je velik del najdišča še vedno neizkopan.
Narodni park Lura-Deja je znan po svojih dvanajstih ledeniških jezerih, ki so nastala v ledeniškem obdobju Würm. Zagotavlja osupljivo pokrajino z intenzivnimi razpokami in gorsko pokrajino brez človekovega posredovanja, kar je v južni Evropi zelo redko.
Narodni park Kafštama je večinoma sestavljen iz gostih gozdov, v katerih prevladujejo borovci in hrast. V zadnjem času postaja zanimivost za pohodništvo.
Jelka narodnega parka Drenova ima poseben pomen pri čezmejnih izmenjavah elementov flore in favne, hkrati pa predstavlja ključni habitat in biokoridor za široko paleto živali in rastlin. Turiste pogosto pritegnejo skalne formacije, ki so prisotne in izgledajo edinstveno.
Narodni park Šebenik-Jablanice je eden najnovejših narodnih parkov v državi. Posebej je znan po tem, da v njem živi več različnih vrst, ki hitro postajajo redke na Balkanu, in gosti več ledeniških jezer v gorah Šebenik in Jablanica.
Naravni park Korab-Koritnik obsega najvišjo goro države Korab na vzhodu, ki si jo deli z Republiko Makedonijo. V geološkem smislu je močno kraški in apnenčast ter visokogorski. To je povzročilo različne topografske značilnosti znotraj meja parka, kot so doline, reke, ledeniška jezera, jame in kanjoni.
Poleg plaž je osrednja regija bogata z lagunami in drugimi naravnimi ekosistemi, ki ponujajo čudovite priložnosti za tiste, ki so navdušeni nad preučevanjem in opazovanjem ptic, kot so laguna Patoku, laguna Kune-Vain in laguna Narta.

### Južna Albanija
Južna regija države je večinoma gorata in je postala znana po sredozemskem vzdušju, raznoliki pokrajini, slikoviti obali ter vaseh in mestih ob obali. Prisotnost več gorskih verig, kot sta Keravnijske gore in Pindsko gorovje, je na koncu oblikovala raznoliko pokrajino južne Albanije.
Albanska riviera, ki se razteza na jugozahodu, je dobro znana po svojih čistih modrih in turkiznih plažah in je bila priljubljena destinacija domačih in tujih obiskovalcev. Poleg plaž je prostor za sprostitev, mir in nočno življenje z več glasbenimi festivali, kot je Kala Festival in številnimi priznanimi nočnimi klubi. Številne vasi in mesta na tem območju so nacionalno znana, kot so Dhërmi, Lukovë, Palasë, Qeparo in Borsh.
Narodni park Butrint je tako Unescova svetovna dediščina kot narodni park. Mesto leži na jugu Saranda ob južni albanski obali Jonskega morja. Zgodovinsko gledano je bilo naseljeno že od prazgodovine, vendar je bilo ustanovljeno kot grška in rimska kolonija v bronasti dobi. Številni spomeniki so danes dobro ohranjeni, kot so starodavno mestno obzidje, krstilnica, velika bazilika, gledališče in gradovi. Vsi ostanki so znotraj velikega naravnega gozda s kompleksnimi ekosistemi in biotsko raznovrstnostjo, ki je odvisna od bližnjega sladkovodnega jezera Butrint in neposredne bližine Sredozemskega morja. Kombinacija zgodovine, kulture in okolja naredi Butrint edinstven kraj, pokrajino s spomeniki, ki so ljubljeni turistom.
Morski narodni park Karaburun-Sazan obsega polotok Karaburun skupaj z otokom Sazan v južni Albaniji. Za njegov teren so značilne gore, jame, depresije, zalivi, kanjoni in široke plaže. Čeprav ima ruševine potopljenih ladij, bogato floro in favno, starodavne napise, osamljene plaže in slikovite razglede tako na Jadransko kot Jonsko morje.
Narodni park Llogara je znan po svoji raznoliki biotski raznovrstnosti in naravnem okolju, na katerega človeški razvoj razmeroma ne vpliva. Mešanica osvežujočega visokogorskega gorskega zraka v Keravnijskih gorah in bližine albanske riviere ga naredi zelo privlačno destinacijo za turiste. Regija je pomembna tudi za rast ekoturizma, pohodništva in jadralnih padalcev.
Saranda je obalno mesto vzdolž južne albanske obale Jonskega morja, ki leži v podkvastem zalivu med gorami in hribi. Naravni pojav izvira Modrega očesa in arhitekturni zakladi, kot so Fenike, starodavno mestno obzidje, ruševine sinagoge, samostana in gradu, so med najvidnejšimi znamenitostmi po mestu.
Narodni park jelke Hotova-Dangell je največji narodni park v državi in se razteza znotraj oddaljene gorate regije Nemërçka in Tomorr med dolino Vjosa na zahodu in dolino Osuma na severovzhodu. Ozek in globok kanjon Lengarice v Përmetu s številnimi jamami in termalnimi izviri, kot je Banjat e Bënjës, so med najbolj obiskanimi območji v parku.
Pogradec in Lin se razprostira na zahodni obali Ohridskega jezera na vzhodu. Jezero je eno najstarejših jezer na svetu in ohranja edinstven vodni ekosistem, ki je svetovnega pomena. Na tem območju so še vedno vidni različni spomeniki iz različnih starodavnih civilizacij, kot so kraljeve ilirske grobnice, bizantinske cerkve Lin in samostan sv. Marina.
Narodni park Tomorr obsega goro Tomorr na jugu, ki je v albanski folklori antropomorfizirana in povezana z legendarno osebnostjo Baba Tomorja. V kanjonu Osuma, blizu narodnega parka, so številne kamnite formacije, jame in slapovi, ki so spektakularna naravna znamenitost v regiji.
Berat je eno najstarejših stalno naseljenih mest na svetu in je Unescova svetovna dediščina. Mesto je znano kot muzej in mesto in ga imenujejo tudi mesto tisočerih oken. Danes mesto priča o sobivanju različnih verskih in kulturnih skupnosti skozi stoletja. V mestu so še vedno živi zakladi Ilirov, Rimljanov, Grkov, Bizantincev in Osmanov. Med znamenitostmi v mestu in okolici so Byllis, Apolonija, mošeja samskih, grad Berat in citadela, most Gorica, Svinčena mošeja, Rdeča mošeja, cerkev sv. Teodorja, cerkev sv. Marije Blahernske, cerkev Marijinega vnebovzetja in samostan Ardenica. 
Gjirokastra je skupaj z Beratom na seznamu Unescove svetovne dediščine. Mesto je opisano kot redek primer dobro ohranjenega osmanskega mesta, ki so ga zgradili kmetje veleposestniki. Tipične hiše so sestavljene iz visokih kamnitih blokov, ki so lahko visoki do pet nadstropij. Hiše obkrožajo zunanja in notranja stopnišča. Menijo, da takšna zasnova izvira iz utrjenih podeželskih hiš, značilnih za regijo.
Korča je mesto znano po svojih četrtih, sestavljenih iz nizkih hiš in vil ter številnih arhitekturnih zgradb različnih slogov, kot so historicizem, art nouveau in neoklasicizem. Kulturni elementi Albancev, Grkov, Italijanov in Francozov so se združili v mestu in ustvarili edinstveno kulturo. Tukaj je organiziran največji karneval v Albaniji, ki poteka pred pravoslavno veliko nočjo. Med najvidnejša mesta v mestu je ilirski Kamenica tumulus.
Moskopolje je doseglo svoj vrhunec v 18. stoletju in ga danes lokalni pravoslavni kristjani štejejo za sveti kraj. Preostale cerkve v regiji so med najbolj reprezentativnimi cerkvenimi umetnostmi 18. stoletja na Balkanu.
Prespanski narodni park obsega tako Prespansko jezero kot Malo Prespansko jezero v mejnem trikotniku Albanije, Grčije in Severne Makedonije. Otok Maligrad, znotraj velike Prespe, je posejan s samostanom in več jamami, ki so primerne za divje živali in krožno pečino. V narodnem parku uspeva na stotine različnih vrst živali in rastlin.

## Znamenitosti

### Gradovi in trdnjave
Slikovita pokrajina Albanije je posejana z gradovi, utrdbami in citadelami. Gradovi in utrdbe države predstavljajo zaklade in dediščino zgodovinske preteklosti Albanije. Od zgodnje antike do srednjega veka so bili prvotno izdelani iz zemlje in lesa, kasneje pa iz kamna in prihajajo v številnih slogih arhitekture in oblikovanja. Večina utrdb je bila obnavljana skozi zgodovino in različne epohe s spreminjanjem vladavine in prilagajanjem razvoju vojne tehnologije.
Grad Rozafa je starodavni grad in eno najvidnejših znamenitosti v Skadru. Grad je povezan z znamenito legendo o ženi, ki je bila pokopana v temeljih gradu. Razteza se na skalnatem griču in ga s treh strani ujamejo reke Bojana, Kir in Drim. Skadar je v 4. stoletju pred našim štetjem služil kot kraljeva prestolnica ilirskih plemen Ardiaejev in Labeatov. V tem obdobju je bil grad ilirska utrdba, dokler ga niso zavzeli Rimljani leta 167 pr. n. št. Njegovo sedanje ime Rozafa se je prvič pojavilo v zgodnjem srednjem veku. Kasneje, ko so Osmani osvojili Balkan, je bil grad preurejen v mošejo.
Grad Petrelë je srednjeveški grad blizu Tirane, stoji na vrhu hriba s pogledom na Petrelë in dolino Erzen. Grad ima trikotno strukturo z dvema opazovalnima stolpoma. Zgodnje utrdbe verjetno izvirajo iz 3. stoletja, medtem ko je bila v 9. stoletju razširjena in je služila kot oporišče za Gjergja Kastriotija Skënderbeuja med njegovim uporom proti Osmanskemu cesarstvu.
Grad Prezë je majhna utrdba, katere gradnja se je začela v 14. stoletju in je bila končana v začetku 15. stoletja. Imel je strateško pomembno vlogo za regijo, zlasti v srednjem veku, saj je nadzoroval cesto od Drača do Kruje in služil kot točka za izmenjavo novic med gradovoma Petrelë in Krujë.
Grad Ali Paša je bil zgrajen znotraj majhnega otoka ob ustju kanala Vivari v narodnem parku Butrint in je poimenovan po albanskem vladarju Ali paši iz Ioannine, ki je vladal pašaluku Janina in se celo poskušal kosati z Dejem iz Alžira. Grad je manjša pravokotna zgradba z dotrajanimi zidovi, ob vogalih pa sta na morski strani dva dotrajana okrogla stolpa za topove in dva kvadratna stolpa nepravilne velikosti, opremljena s strelnimi linami ali okni.
Grad Rodoni se razprostira znotraj Rodonskega rta v neposredni bližini Jadranskega morja. Ime izhaja iz ilirskega boga Rodona. Po prvem obleganju Kruje in Lige Lezhë sta se odločila povečati utrdbe za uporabo proti Osmanskemu cesarstvu. Skenderbeg je za lokacijo gradu izbral rt Rodon in gradnja se je začela leta 1450.

## Poti
Zaradi različne geografske nadmorske višine ima Albanija neskončne panoramske poti vzdolž gorskega območja v severni Albaniji, pa tudi obalne regije vzdolž zahodne nižine in južne obale, ki meji tako na Jadransko kot na Jonsko morje. Ceste ob plaži so večinoma nove in v dobrem stanju.
Ena najbolj znanih poti je državna cesta 8 (SH8) od Vlora do Saranda v jugozahodni Albaniji vzdolž albanske riviere, ki se začne od pristaniškega mesta Vlorë do prelaza Llogara, ki je del narodnega parka Llogara, in tudi ob Keravnijskem pogorju. Proti prelazu Llogara postane razgled zelo spektakularen in je ena najbolj slikovitih poti na Balkanskem polotoku.
Avtocesta A1 od Rrešena do Kalimaša povezuje Albanijo s Kosovom. Ponuja pogled na albanske gore na severu vzdolž doline reke Fan. Druge poti sestavljajo SH78 od Jergucata do Delvinë vzdolž prelaza Muzina s pogledom na planoto Dropulli in SH75 od Korča do Ersekë in Përmeta. Via Egnatia je služila kot križišče pomembnih poti, ki so povezovale Jadran z Bizancem, danes poteka ob sodobni državni cesti 3 (SH3).